# Kazimierz Paździor
Kazimierz Sylwester Paździor (Radom, 4 marzo 1935 – Breslavia, 24 giugno 2010) è stato un pugile polacco.

## Palmarès
Olimpiadi
- 1 medaglia:
  - 1 oro (pesi leggeri a Roma 1960).

Europei dilettanti
- 1 medaglia:
  - 1 oro (pesi leggeri a Praga 1957)